# Xã O'Kean, Quận Randolph, Arkansas
Xã O'Kean (tiếng Anh: O'Kean Township) là một xã thuộc quận Randolph, tiểu bang Arkansas, Hoa Kỳ. Năm 2010, dân số của xã này là 294 người.